# Чичканское сельское поселение
Чичканское се́льское поселе́ние — муниципальное образование в Комсомольском районе Чувашии Российской Федерации.
Административный центр — село Чурачики.

## История
Статус и границы сельского поселения установлены Законом Чувашской Республики от 24 ноября 2004 года № 37 «Об установлении границ муниципальных образований Чувашской Республики и наделении их статусом городского, сельского поселения, муниципального района и городского округа».

## Население
| 2010  | 2012  | 2013  | 2014  | 2015  | 2016  | 2017  |
| ----- | ----- | ----- | ----- | ----- | ----- | ----- |
| 1539  | ↘1534 | ↘1527 | ↘1520 | ↘1490 | ↘1489 | ↘1442 |
| 2018  | 2019  | 2020  | 2021  |       |       |       |
| ↘1431 | ↘1391 | ↘1350 | ↘1341 |       |       |       |

## Состав сельского поселения
| № | Населённый пункт | Тип населённого пункта       | Население |
| - | ---------------- | ---------------------------- | --------- |
| 1 | Чичканы          | деревня                      | ↗887      |
| 2 | Чурачики         | село, административный центр | ↗740      |